# Битти, Джеймс (поэт)
Джеймс Битти (англ. James Beattie; 25 октября 1735, Лауренскирх, графстве Кинкардин, Абердиншир, Шотландия — 18 августа 1803, Абердин) — шотландский философ, поэт, эссеист, переводчик, литературный критик, педагог, профессор логики и нравственной философии Абердинского университета.

## Биография
Представитель Шотландской философской школы здравого смысла.
Обратил на себя внимание сочинением «Essay on the nature and immutability of truth» (Эдинбург, 1770; Лондон, 1848), в котором старается опровергнуть скептицизм Д.Юма, обращаясь к здравому смыслу (common sense) и нравственному чувству. Истина, говорит он, то, во что заставляет нас верить наша природа, обратное этому — заблуждение. Юма, разумеется, он не опроверг. Большое научное достоинство имеют другие его сочинения «Dissertations moral and critical» (Лондон, 1783) и «Elements of moral science» (2 т., Лондон, 1786), из которых последнее содержит весьма ценные суждения об эстетике. В сочинении «Evidences of Christian religion» (2 т., Лондон, 1786) Д. Битти склоняется к умеренному деизму.
Автор поэмы «Менестрель» (1771) одного из самых ранних произведений английского романтизма . Прочное имя в английской литературе Д. Битти приобрёл себе поэмой «The minstrel, or the progress of genius» (2 ч. Лондон, 1771—1774), содержащей многие поистине художественные места. Новые издания её появились в 1854 г. в Эдинбурге и 1871 г. в Лондоне.

## Избранные произведения
- Original Poems and Translations (1760)
- The Judgement of Paris (1765)
- Poems on Several Subjects (1766)
- An Essay on the Nature and Immutability of Truth (1770)
- The Minstrel; or, The Progress of Genius (1771/1772) 2 т.
- Essays, on the nature and immutability of truth in opposition to sophistry and scepticism. On poetry and music as they affect the mind. On laughter and ludicrous composition. On the utility of classical learning (1776)
- Essays on Poetry (1778)
- Scoticisms, Arranged in Alphabetical Order, Designed to Correct Improprieties of Speech and Writing (1779);
- Poems on several occasions (1780)
- Dissertations Moral and Critical (1783)
- The Evidences of the Christian Religion Briefly and Plainly Stated (1786) 2 т.
- The theory of language. Part I. Of the origin and general nature of speech. Part II. Of universal grammer (1788)
- Elements of Moral Science (1790—1793) 2 т.
- The Poetical Works of James Beattie (1831)
- The poetical works of Beattie, Blair, and Falconer (1868)
- James Beattie’s Day-Book, 1773—1778 (1948)
- James Beattie’s Diary (1948)